# لويل كارنر
بنيامين جيرارد كويل لارنر (من مواليد 6 أكتوبر 1994)، والمعروف مهنيًا باسم لويل كارنر، هو موسيقي هيب هوب إنجليزي. أصدر ألبومه الأول، لقد مضى الأمس، في عام 2017، والذي رشح لجائزة ميركوري لعام 2017. أصدر ألبومه الثاني، ليس التلويح، بل الغرق، في أبريل 2019، وألبومه الثالث، هوغو، في أكتوبر 2022. ألبومه الرابع في الاستديو، أملاً! إصدر في يونيو 2025. رشح كارنر لثلاثة جوائز بريت.

## وقت مبكر من الحياة
بنيامين جيرارد كويل لارنر   ولد في 6 أكتوبر 1994 في لامبيث، جنوب لندن.   لقد نشأ هو وشقيقه الأصغر، ريان، في جنوب كرويدون على يد والدته، جين، وهي معلمة للأطفال ذوي صعوبات التعلم، وزوج والدته، نيك.  كان على اتصال مع والده البيولوجي، روبرت نيكولاس جونيور كارتر، وهو من أصل غياني. 
كارنر مختلط العرق.  اسمه المسرحي هو تهجئة اسم عائلته المزدوج بالإضافة إلى إشارة إلى صراعه في طفولته مع تشخيص اضطراب فرط الحركة ونقص الانتباه وعسر القراءة.   
في سن الثالثة عشر، لعب كارنر دورًا صغيرًا في فيلم 10,000 قبل الميلاد عام 2008. بدأ تعليمه الثانوي في مدرسة ويتجيفت في جنوب كرويدون، ثم بعد حصوله على منحة دراسية انتقل للدراسة في مدرسة بريت للفنون المسرحية والتكنولوجيا. تم قبوله بعد ذلك في مركز الدراما حيث بدأ دراسة التمثيل.   في عام 2014، ترك مركز الدراما بعد وفاة زوج والدته بسبب الموت المفاجئ غير المتوقع بسبب الصرع (SUDEP)، وقرر التركيز على موسيقاه.

## المسيرة الموسيقية
أقام كارنر أول حفل رسمي له في The Button Factory في دبلن بأيرلندا في أكتوبر 2012 لدعم مغني الراب MF Doom.  أصدر أول مسرحية مطولة له في سبتمبر 2014، بعنوان "متأخر قليلاً"، والتي لاقت استحسانًا كبيرًا من نقاد الموسيقى.  دعم كارنر مغني الراب الأمريكي جوي باداس في جولته في المملكة المتحدة واستمر في العزف في موسم المهرجانات في المملكة المتحدة لعام 2015، بما في ذلك مهرجان جلاستونبري.   لعب في برنامج هو ستيفنز على راديو بي بي سي 1 كجزء من سلسلة جلسات البيانو في أكتوبر من ذلك العام.  تم إدراج كارنر في قائمة صوت عام 2016 لهيئة الإذاعة البريطانية.  في أغسطس 2016، دعم مغني الراب الأمريكي ناس في عرضه في أكاديمية O2 في بريستول.  وفي وقت لاحق من العام، تعاون مع الشاعر كاي تيمبيست لأداء. 
تم إصدار ألبوم كارنر الأول بعنوان ذهب امس في 20 يناير 2017.  وقد نال استحسان النقاد الموسيقيين،  حيث أطلقت عليه ذي إندبندنت لقب ألبوم العام.  تم ترشيح الألبوم لجائزة ميركوري لعام 2017، والتي فاز بها سامفا عن عملية الأغنية. 

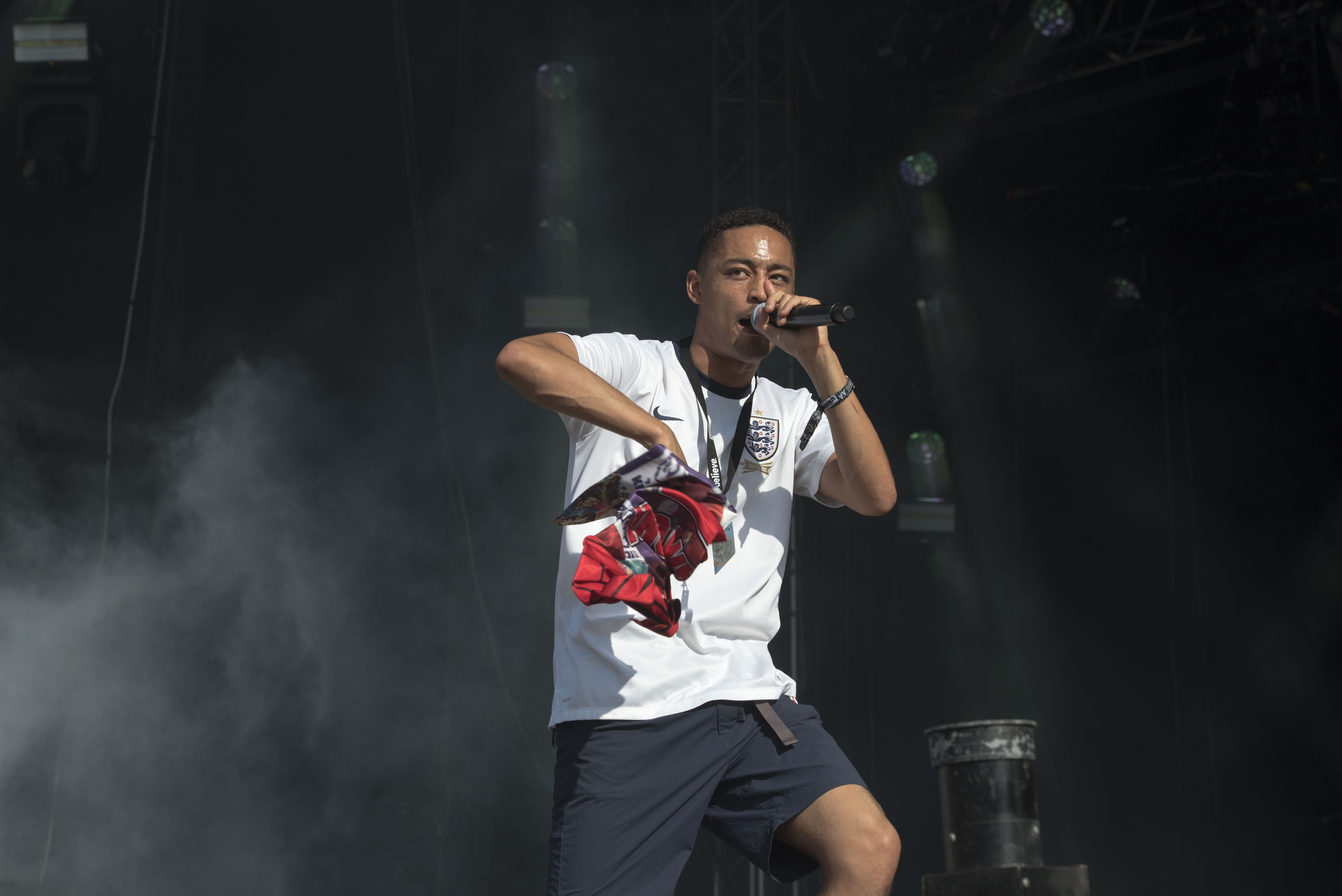
لويل كارنر يؤدي عرضًا في سبلاش! مهرجان في عام 2017.

في عام 2018، حصل على ترشيحين لجائزة بريت لأفضل عمل بريطاني ناجح وأفضل فنان بريطاني منفرد.  كان من المقرر أن يؤدي عرضًا على راديو بي بي سي 1 في فبراير 2018 لكنه ألغى العرض بسبب خلاف حول اختيار الأغاني.  تم إصدار الألبوم الثاني لكارنر، ليس التلويح، بل الغرق، في 19 أبريل 2019.  في 30 يونيو، قدم عرضًا كجزء من مهرجان جلاستونبري لهذا العام على مسرحه الآخر، مسجلاً ظهوره الثاني بعد العزف على مسرح جون بيل في العام السابق.  تم إدراج أغنية "Angel" كجزء من قائمة تشغيل الموسيقى التصويرية للعبة FIFA 20.  في عام 2020، قام كارنر وشقيقه بإخراج فيديو موسيقي لأغنية "يوجين" لأرلو باركس. 
تم إصدار ألبوم كارنر الثالث، هوغو، في 21 أكتوبر 2022.  وقد لاقى استحسان النقاد. في ميتاكريتيك، حصل الألبوم على متوسط تقييم 87، بناءً على 8 مراجعات.  تم ترشيح هوغو لجائزة ميركوري لعام 2023، لكنه خسر أمام أغنية أين أنا من المفترض أن أكون فرقة مجموعة عزرا. 
يتصدر كارنر مرحلة ويست هولتس في جلاستونبري في عام 2023. خلال عرضه، أحضر على خشبة المسرح عضو البرلمان السابق عن الشباب أثيان أكيك، الذي ألقى خطابًا حول جرائم السكاكين في المملكة المتحدة.  
في 24 مايو 2024، أصدر كارنر ألبومه المباشر الأول، هوغو: إعادة التصور (مباشرة من قاعة ألبرت الملكية).  تم تسجيله أثناء أدائه في قاعة ألبرت الملكية في أكتوبر 2023، وهو يتضمن جميع الأغاني من ألبومه هوغو، بالإضافة إلى بعض الأغاني من ألبوماته السابقة. 
في 20 يونيو 2025، أصدر كارنر ألبومه الاستوديو الرابع، املا.  في أسبوعه الأول في الرسم البياني، نأمل! افتتح الألبوم في المركز الثاني على مخطط ألبومات المملكة المتحدة، مما جعله أعلى ألبوم له تصنيفًا في البلاد. 

## الفنية
يستخدم كارنر أسلوبًا "هادئًا" في الراب.  وُصف صوته بأنه "هيب هوب اعترافي"، و"تأملي"، و"مُشبع بالجاز"، بالإضافة إلى كونه "حساسًا وبليغًا".    ويستشهد بموسيقى الهيب هوب الأمريكية والغرايم باعتبارها مؤثرات موسيقية.   كما أنه يعتبر الشاعر الأمريكي لانغستون هيوز والكاتب البريطاني بنيامين زيفانيا مصدر إلهام له. 

كارنر يؤدي عرضًا في أكتوبر 2022.

## الحياة الشخصية
اعتبارًا من يناير 2017، عاش كارنر في كرويدون، جنوب لندن مع والدته وشقيقه.  لديه ابن واحد (ولد في أواخر عام 2020) وابنة واحدة (ولدت في عام 2024).  كما أنه يدير مدرسة للطبخ للأطفال المصابين باضطراب فرط الحركة ونقص الانتباه تسمى تشيلي كون كارنر.   وقد أطلق على الأغاني أسماء الشيفين يوتام أوتولينغي وأنتونيو كارلوتشيو.  يعاني كارنر من حساسية تجاه المكسرات والسمسم. 
في عام 2018، ظهر في فيلم لمشروع لمنظمة خيرية تدعى حملة ضد العيش البائس (CALM)، والتي تهدف إلى منع انتحار الذكور.  في العام التالي، قام بتنظيم معرض فني وتبرع بعائداته إلى هدوء. 
كارنر هو من مشجعي نادي ليفربول لكرة القدم  كتكريم لزوج والدته، الذي كان يعشق إريك كانتونا وكان من مشجعي نادي مانشستر يونايتد لكرة القدم المتحمسين، أصدر كارنر أغنية بعنوان "كانتونا".  كما أطلق على جولته لعام 2016 اسم كانتونا، وارتدى قميص زوج والدته الذي يحمل اسم كانتونا خلال الحفلات الموسيقية.   استخدم كارنر عينات من الأغاني التي كتبها وأداها زوج والدته إلى جانب ميسور لا فيرت في الأغنية المخفية 'ذهب الأمس، والتي تختتم الألبوم. 

### ديسكوغرافيا

#### ألبومات الاستوديو
| عنوان                                                                         | تفاصيل                                                                 | مواقع الذروة في الرسم البياني | مواقع الذروة في الرسم البياني | مواقع الذروة في الرسم البياني | مواقع الذروة في الرسم البياني | مواقع الذروة في الرسم البياني | مواقع الذروة في الرسم البياني      | مواقع الذروة في الرسم البياني | مواقع الذروة في الرسم البياني | الشهادات                           |
| عنوان                                                                         | تفاصيل                                                                 | المملكة المتحدة               | بلجيكا (فلوريدا)              | فرنسا                         | ألمانيا                       | غضب                           | الرابطة الوطنية من أجل الديمقراطية | منظمة شنغهاي للتعاون          | سويسرا                        | الشهادات                           |
| ----------------------------------------------------------------------------- | ---------------------------------------------------------------------- | ----------------------------- | ----------------------------- | ----------------------------- | ----------------------------- | ----------------------------- | ---------------------------------- | ----------------------------- | ----------------------------- | ---------------------------------- |
| لقد مضى الأمس                                                                 | - تاريخ الإصدار: 20 يناير 2017 - الصيغة: قرص مضغوط، تنزيل رقمي، فينيل  | 14                            | 135                           | 171                           | 86                            | —                             | —                                  | 43                            | 69                            | - صناعة التسجيلات البريطانية الذهب |
| ليس التلويح، بل الغرق                                                         | - تاريخ الإصدار: 19 أبريل 2019 - الصيغة: قرص مضغوط، تنزيل رقمي، فينيل  | 3                             | 31                            | 109                           | 66                            | 26                            | 51                                 | 20                            | 33                            | - BPI: الذهب                       |
| هوغو                                                                          | - تاريخ الإصدار: 21 أكتوبر 2022 - الصيغة: قرص مضغوط، تنزيل رقمي، فينيل | 3                             | 27                            | —                             | 65                            | 13                            | 42                                 | 6                             | 44                            | - BPI: الفضة                       |
| أملاً!                                                                         | - تاريخ الإصدار: 20 يونيو 2025 - الصيغة: قرص مضغوط، تنزيل رقمي، فينيل  | 2                             | 5                             | —                             | 17                            | 52                            | 13                                 | 4                             | 31                            |                                    |
| يشير "—" إلى تسجيل لم يتم إدراجه في المخططات أو لم يتم إصداره في تلك المنطقة. |                                                                        |                               |                               |                               |                               |                               |                                    |                               |                               |                                    |

### الألبومات الحية
| عنوان                                       | تفاصيل                                                                                                | مواقع الذروة في الرسم البياني     | مواقع الذروة في الرسم البياني |
| عنوان                                       | تفاصيل                                                                                                | المملكة المتحدة آر أند بي/إتش إتش | منظمة شنغهاي للتعاون          |
| ------------------------------------------- | --- | --------------------------------- | ----------------------------- |
| هوغو: إعادة تصور (مباشرة من القاعة الملكية) | - تاريخ الإصدار: ٢٤ مايو ٢٠٢٤ - العلامة: EMI Records - الصيغة: قرص مضغوط، تنزيل رقمي، فينيل، بث مباشر | 5                                 | 85                            |

### المسرحيات الممتدة
متأخر قليلاً (2014)

### بصفتي فنانًا رئيسيًا

#### كفنان رئيسي
| العنوان                                    | السنة | أعلى مراكزها في المخططات | الشهادات | الألبوم |
| العنوان                                    | السنة | المملكة المتحدة          | الشهادات | الألبوم |
| ------------------------------------------ | ----- | ------------------------ | -------- | ------- |
| "تيرني تراس / فلورنسا" (بمشاركة ريبل كليف) | —     |                          |          |         |
| "جزيرة أران" (مع ريبل كليف وكيكو بن)       | 2019  | —                        |          |         |
| "نهايات فضفاضة"                            | 2019  | 62                       |          |         |
| "دعها تذهب"                                | —     |                          |          |         |
| "الكراهية"                                 | 2022  | —                        |          | هوغو    |
| "جورج تاون"                                | 2022  |                          |          | هوغو    |

### كفنان مميز
| عنوان                                            | سنة  | الشهادات     | الألبوم                     |
| ------------------------------------------------ | ---- | ------------ | --------------------------- |
| "قمصان النوم"                                    | 2015 |              | بيت تيب 2                   |
| "متى سأتوقف عن الحلم"                            | 2015 |              |                             |
| "حلم مجنون"                                      | 2016 | - BPI: الفضة | ريفيري إي بي                |
| "طفل الماء"                                      | 2018 |              |                             |
| "من الجيد أن أكون في المنزل"                     | 2018 |              |                             |
| "ماذا علي أن أفعل؟"                              | 2019 |              | لا يمكنك سرقة فرحتي         |
| "لا بأس بالبكاء"                                 | 2019 |              | لا أحد يهتم حتى يهتم الجميع |
| "أتساءل لماذا"                                   | 2020 |              | هل يجعلك تشعر بالسعادة؟ EP  |
| "هوكس بوكس"                                      | 2024 |              | الماس الدموي                |
| "عمى الألوان" (Tom Misch featuring Loyle Carner) | 2024 |              |                             |

### أغاني أخرى مصنفة ومعتمدة
| عنوان                                            | سنة  | مواقع الذروة في الرسم البياني | شهادة        | الألبوم               |
| عنوان                                            | سنة  | المملكة المتحدة               | شهادة        | الألبوم               |
| ------------------------------------------------ | ---- | ----------------------------- | ------------ | --------------------- |
| "اليعسوب" (featuring Tom Misch)                  | 2017 | —                             | - BPI: الذهب | لقد مضى الأمس         |
| "ماء مثلج"                                       | 2019 | —                             | - BPI: الفضة | ليس التلويح، بل الغرق |
| "سرعة المحنة"                                    | 2022 | 88                            |              | هوغو                  |
| يشير "—" إلى تسجيل لم يتم إدراجه في تلك المنطقة. |      |                               |              |                       |

### ظهورات ضيف
| عنوان                     | سنة  | فنانين آخرين | الألبوم                          |
| ------------------------- | ---- | ------------ | -------------------------------- |
| "1992"                    | 2013 | ريجي سنو     | ريجوفيتش — EP                    |
| "الأحشاء"                 | 2016 | كاي تمبيست   | سبيدي وندرغراوند – السنة الثانية |
| "الظلال"                  | 2017 | مانيك إم سي  | قطار منتصف الليل — EP            |
| "Taxin' (النسخة الطويلة)" | 2019 | دي جي شادو   | عصرنا البائس                     |

### الإشادات
| سنة  | المنظمة/الحدث                | جائزة                                    | عمل                        | نتيجة |
| ---- | ---------------------------- | ---------------------------------------- | -------------------------- | ----- |
| 2017 | جائزة ميركوري                | ألبوم العام                              | لقد مضى الأمس              |       |
| 2018 | جوائز NME                    | أفضل فنان بريطاني منفرد مدعوم من VO5     |                            |       |
| 2018 | جوائز NME                    | أفضل ألبوم مدعوم من Orange Amplification | لقد مضى الأمس              |       |
| 2018 | جوائز بريت                   | قانون الاختراق البريطاني                 |                            |       |
| 2018 | جوائز بريت                   | فنان بريطاني منفرد                       |                            |       |
| 2019 | جوائز Q                      | أفضل عمل منفرد                           |                            |       |
| 2022 | إذاعة بي بي سي 1             | أسخن سجل لهذا العام                      | "لا أحد يعرف (طريق لاداس)" |       |
| 2023 | جائزة ميركوري                | ألبوم العام                              | هوغو                       |       |
| 2019 | جوائز برلين للفيديو الموسيقي | أفضل تجريبي                              | "أوتولينغي"                |       |

1. ↑  Conrad، Anna (10 ديسمبر 2018). "Loyle Carner talks Ottolenghi on GQ's first digital cover". British GQ. مؤرشف من الأصل في 2025-01-24. اطلع عليه بتاريخ 2020-09-25.
2. ↑  Lewis، Tim (21 أبريل 2019). "Loyle Carner: 'I was raised by women – they talked about feelings every day'". الغارديان. اطلع عليه بتاريخ 2020-08-20.
3. ↑  "Loyle Carner: How the London rapper totally owned 2017". موسيقى إكسبرس جديدة. 1 ديسمبر 2017. مؤرشف من الأصل في 2025-07-03. اطلع عليه بتاريخ 2020-08-20.
4. ↑  "Loyle Carner will play a free London gig to launch his new album". ايفينينغ ستاندرد. 4 أبريل 2019. مؤرشف من الأصل في 2019-04-12.
5. ↑  Nayler، Sophie (19 أبريل 2016). "Croydon rapper Loyle Carner – following in the footsteps of Bastille and Clean Bandit at LeeFest". Croydon Guardian. مؤرشف من الأصل في 2025-07-03. اطلع عليه بتاريخ 2021-02-04.
6. 1 2 3 4  Famurewa، Jimi (5 يناير 2017). "Loyle Carner: It was drilled into me from a young age that music had to have a story". ايفينينغ ستاندرد. مؤرشف من الأصل في 2017-10-11. اطلع عليه بتاريخ 2017-01-07.
7. 1 2 3  Smith، Patrick (7 سبتمبر 2017). "Loyle Carner interview: the Mercury Award-nominated rapper who dreams about Shakespeare". ديلي تلغراف. مؤرشف من الأصل في 2025-06-22. اطلع عليه بتاريخ 2020-08-20.
8. 1 2  Cooper، Leonie (18 يناير 2017). "Loyle Carner: Why the South London rapper's album may have you in tears". موسيقى إكسبرس جديدة. مؤرشف من الأصل في 2025-06-26. اطلع عليه بتاريخ 2018-08-17.
9. ↑  Bassil، Ryan (20 مايو 2016). "ADHD Isn't My Disorder, It's More Like My Superpower". Noisey. Vice. مؤرشف من الأصل في 2025-07-03. اطلع عليه بتاريخ 2019-10-02.
10. 1 2  Hind، John (17 نوفمبر 2018). "Loyle Carner: 'I grew up with ADHD, and for me cooking is close to meditation'". الغارديان. اطلع عليه بتاريخ 2019-10-02.
11. ↑  Lewis, Tim (21 Apr 2019). "Loyle Carner: 'I was raised by women – they talked about feelings every day'". The Guardian (بالإنجليزية البريطانية). ISSN:0261-3077. Retrieved 2025-06-19.
12. 1 2  Brown، Helen (13 أبريل 2019). "Loyle Carner interview: 'I'd rather have a real life than lots of girls and drugs'". ذي إندبندنت. مؤرشف من الأصل في 2025-07-03. اطلع عليه بتاريخ 2020-08-19.
13. 1 2  "Loyle Carner Interviewed: 'Grime Changed my Life'". موسيقى إكسبرس جديدة. 7 يناير 2015. مؤرشف من الأصل في 2016-09-18. اطلع عليه بتاريخ 2015-11-12.
14. 1 2  Mokoena، Tshepo (3 سبتمبر 2015). "Loyle Carner shares his family strife to create awkwardly confessional hip-hop". الغارديان. اطلع عليه بتاريخ 2015-11-12.
15. ↑  Hillyard، Kim (3 ديسمبر 2015). "Twenty-year-old Ben Coyle-Larner has been rapping and freestyling since he was ten; re-christened Loyle Carner, he's set to lead a new wave of inventive and self-aware British hip hop forward". The Line of Best Fit. مؤرشف من الأصل في 2025-07-03. اطلع عليه بتاريخ 2020-08-21.
16. ↑  "Loyle Carner – Heard 'Em Say (Radio 1 Piano Session, 17 Oct 2015)". راديو بي بي سي 1. مؤرشف من الأصل في 2024-12-02. اطلع عليه بتاريخ 2015-11-12.
17. ↑  Garvan، Sinead (30 نوفمبر 2015). "Sound Of 2016: All about the music stars you'll be loving in 2016". بي بي سي. مؤرشف من الأصل في 2020-08-02. اطلع عليه بتاريخ 2020-04-23.
18. ↑  Murray، Robin (5 أكتوبر 2017). "Review: Loyle Carner shows why he's so highly regarded at Bristol's O2 Academy". Bristol Post. مؤرشف من الأصل في 2025-07-03.
19. ↑  "Personality Clash: [Kae] Tempest x Loyle Carner". Clash. 5 أكتوبر 2016. مؤرشف من الأصل في 2024-09-19. اطلع عليه بتاريخ 2020-08-21.
20. ↑  Bingham، Jaguar (19 نوفمبر 2016). "Loyle Carner is dropping his debut album". ميكسماغ. مؤرشف من الأصل في 2025-01-20. اطلع عليه بتاريخ 2016-11-20.
21. ↑  Maher، Amelia (19 أبريل 2019). "Loyle Carner: To Thine Own Self Be True". The Line of Best Fit. مؤرشف من الأصل في 2025-07-03. اطلع عليه بتاريخ 2020-09-25.
22. 1 2  Shepherd، Jack (15 فبراير 2018). "Loyle Carner pulls out of BBC Radio 1 Live Lounge performance". ذي إندبندنت. مؤرشف من الأصل في 2025-07-03. اطلع عليه بتاريخ 2020-08-19.
23. ↑  Cliff، Aimee (14 سبتمبر 2017). "Sampha Has Won The 2017 Mercury Prize". ذا فيدار (مجلة). مؤرشف من الأصل في 2025-06-25. اطلع عليه بتاريخ 2017-10-10.
24. ↑  Nerssessian، Joe (13 يناير 2018). "Loyle Carner celebrates Brit nominations by taking his mother to the football". Irish Independent. اطلع عليه بتاريخ 2020-08-20.
25. ↑  Hilton، Robin؛ Madden، Sidney؛ Thompson، Stephen (19 أبريل 2019). "New Music Friday: Our Top 6 Albums Out April 19". الإذاعة الوطنية العامة. مؤرشف من الأصل في 2025-04-20. اطلع عليه بتاريخ 2020-08-20.
26. ↑  O'Connor، Roisin (30 يونيو 2019). "Loyle Carner wears 'I Hate Boris' T-shirt for Glastonbury performance". ذي إندبندنت. مؤرشف من الأصل في 2025-07-03. اطلع عليه بتاريخ 2020-08-20.
27. ↑  "FIFA 20 Soundtrack, featuring Major Lazer, Diplo, Skepta". إي إيه سبورتس. 13 سبتمبر 2019. اطلع عليه بتاريخ 2020-08-20.
28. ↑  Renshaw، David (12 فبراير 2020). "Arlo Parks battles complicated feelings and a broken bed in her 'Eugene' video". ذا فيدار (مجلة). مؤرشف من الأصل في 2021-01-27. اطلع عليه بتاريخ 2021-06-20.
29. ↑  Brereton، Greta (20 أغسطس 2022). "Loyle Carner announces forthcoming third album 'Hugo'". NME. مؤرشف من الأصل في 2022-11-24. اطلع عليه بتاريخ 2025-07-04.
30. ↑  "Hugo by Loyle Carner". ميتاكريتيك. مؤرشف من الأصل في 2023-09-29. اطلع عليه بتاريخ 2025-07-04.
31. ↑  "Ezra Collective win Mercury Prize for Where I'm Meant to Be". BBC. 7 سبتمبر 2023. مؤرشف من الأصل في 2024-07-25. اطلع عليه بتاريخ 2025-07-04.
32. ↑  Savage، Mark؛ Glynn، Paul (25 يونيو 2023). "Loyle Carner: The secrets of the rapper's powerful and personal Glastonbury set". BBC. مؤرشف من الأصل في 2025-06-14. اطلع عليه بتاريخ 2025-07-04.
33. ↑  Bose، Swapnil Dhruv (25 يونيو 2023). "Glastonbury 2023: Loyle Carner brings out Youth MP Athian Akec". Far Out Magazine. مؤرشف من الأصل في 2023-06-25. اطلع عليه بتاريخ 2025-07-04.
34. ↑  Marwood، Harvey (24 مايو 2024). "Loyle Carner Releases 'Hugo' Reimagined (Live From Royal Albert Hall)". Mixtape Madness. مؤرشف من الأصل في 2025-06-24. اطلع عليه بتاريخ 2025-07-04.
35. ↑  Keith، James (29 مايو 2024). "Loyle Carner Immortalises Legendary Performance On 'Hugo: Reimagined Live From The Albert Hall'". Complex. مؤرشف من الأصل في 2024-08-03. اطلع عليه بتاريخ 2025-07-04.
36. ↑  Persad، Max (24 يونيو 2025). "Loyle Carner Releases His Fourth Studio Album 'hopefully !'". New Wave Magazine. اطلع عليه بتاريخ 2025-07-04.
37. ↑  Jones، Alan (27 يونيو 2025). "Charts analysis: Yungblud lands third consecutive No.1 album". أسبوع الموسيقى. مؤرشف من الأصل في 2025-06-27. اطلع عليه بتاريخ 2025-07-04.
38. ↑  Renshaw، David (29 مايو 2018). "Loyle Carner: 'Because I Was Dyslexic, I Was Always Told I Shouldn't Write'". ذا فيدار (مجلة). مؤرشف من الأصل في 2025-07-06. اطلع عليه بتاريخ 2020-09-24.
39. ↑  Weiss، Haley (17 مايو 2017). "Loyle Carner". Interview. مؤرشف من الأصل في 2025-07-16. اطلع عليه بتاريخ 2020-09-24.
40. ↑  Amin، Ruhi Parman (1 أبريل 2019). "Loyle Carner on food, fame and rewriting the rhetoric of rap". INDIE Magazine. مؤرشف من الأصل في 2025-07-01. اطلع عليه بتاريخ 2020-09-24.
41. ↑  Mistlin, Alex (19 Jul 2022). "Loyle Carner: 'There's a whole other side to me that's darker'". The Guardian (بالإنجليزية). Retrieved 2022-10-27.
42. ↑  Garvan، Sinead (26 أغسطس 2018). "Meet rapper Loyle Carner, who helps teenagers with ADHD through cookery classes". بي بي سي عبر الإنترنت. مؤرشف من الأصل في 2020-10-10. اطلع عليه بتاريخ 2020-08-19.
43. ↑  Cumming، Ed (21 أغسطس 2016). "Rapper's delight: how musician Loyle Carner is teaching kids to cook". الغارديان. اطلع عليه بتاريخ 2020-08-19.
44. ↑  Day، Laurence (12 مارس 2018). "Loyle Carner stars in new film for CALM's Best Man Project". The Line of Best Fit. مؤرشف من الأصل في 2025-07-03. اطلع عليه بتاريخ 2020-09-25.
45. ↑  "The hip-hop artist tackling male suicide". بي بي سي نيوز. 24 أبريل 2019. مؤرشف من الأصل في 2023-07-23. اطلع عليه بتاريخ 2020-09-25.
46. ↑  Barrie، Thomas (20 يونيو 2020). "Liverpool fan Loyle Carner on the title run-in: 'Until it happens, I can't think about celebrating'". British GQ. مؤرشف من الأصل في 2025-07-03. اطلع عليه بتاريخ 2020-08-19.
47. ↑  Egere-Cooper، Matilda (20 فبراير 2017). "Loyle Carner, review: Charming hero of hip hop lets his music do the talking". ايفينينغ ستاندرد.
48. ↑  Petridis، Alexis (19 يناير 2017). "Loyle Carner: Yesterday's Gone review – melancholy vignettes for rainy afternoons". الغارديان. اطلع عليه بتاريخ 2019-01-05.
49. 1 2  Peak positions in the United Kingdom:
50. ↑  "Discografie Loyle Carner". ultratop.be. مؤرشف من الأصل في 2023-07-23. اطلع عليه بتاريخ 2025-06-29.
51. ↑  "Discographie Loyle Carner". lescharts.com. مؤرشف من الأصل في 2023-07-23. اطلع عليه بتاريخ 2019-05-21.
52. ↑  "Discographie von Loyle Carner". GfK Entertainment. مؤرشف من الأصل في 2022-10-26. اطلع عليه بتاريخ 2022-10-26.
53. ↑  "Discography Loyle Carner". irish-charts.com. مؤرشف من الأصل في 2025-07-03. اطلع عليه بتاريخ 2022-12-02.
54. ↑  "Discografie Loyle Carner". dutchcharts.nl (بالهولندية). Archived from the original on 2025-07-03. Retrieved 2025-06-27.
55. 1 2  Peak positions for albums in Scotland:
56. ↑  "Discographie Loyle Carner". hitparade.ch. مؤرشف من الأصل في 2023-07-23. اطلع عليه بتاريخ 2025-06-30.
57. ↑  "IRMA – Irish Charts (Week 26, 2025)". Irish Recorded Music Association. مؤرشف من الأصل في 2025-07-12. اطلع عليه بتاريخ 2025-06-28.
58. ↑  "Official Hip Hop and R&B Albums Chart". Official Charts Company. 31 مايو 2024. مؤرشف من الأصل في 2025-07-04. اطلع عليه بتاريخ 2025-07-04.
59. ↑  "Nightgowns / Tom Misch". Tidal. 21 أغسطس 2015. مؤرشف من الأصل في 2024-12-02. اطلع عليه بتاريخ 2019-02-28.
60. ↑  "When Will I Stop Dreaming (feat. Loyle Carner & Kiko Bun) – Single by Cadenza". iTunes (UK). 30 مارس 2015. مؤرشف من الأصل في 2024-12-02. اطلع عليه بتاريخ 2019-02-28.
61. ↑  "Crazy Dream (feat. Loyle Carner) – Single by Tom Misch". iTunes (UK). 8 يونيو 2016. مؤرشف من الأصل في 2025-07-03. اطلع عليه بتاريخ 2018-10-24.
62. ↑  "Water Baby / Tom Misch". Tidal. 22 يناير 2018. مؤرشف من الأصل في 2025-05-29. اطلع عليه بتاريخ 2019-02-28.
63. ↑  "Good to Be Home (feat. Tom Misch, Loyle Carner & Rebel Kleff) – Single by Barney Artist". iTunes (UK). 3 أكتوبر 2018. مؤرشف من الأصل في 2025-07-03. اطلع عليه بتاريخ 2019-02-28.
64. ↑  "Ezra Collective have teamed up with Loyle Carner for their new single, 'What Am I To Do?'". Dork. 3 أبريل 2019. مؤرشف من الأصل في 2025-03-14. اطلع عليه بتاريخ 2019-04-05.
65. ↑  "It's Ok to Cry". Spotify (بالإنجليزية). 6 Dec 2019. Archived from the original on 2024-07-01. Retrieved 2024-07-01.
66. ↑  Kenneally، Cerys (17 يوليو 2020). "Joesef and Loyle Carner join forces for new track 'I Wonder Why'". The Line of Best Fit. مؤرشف من الأصل في 2025-07-03. اطلع عليه بتاريخ 2020-08-20.
67. ↑  "Unknown T delivers magic with "Hocus Pocus" visuals". GRM Daily. 11 يناير 2024. مؤرشف من الأصل في 2025-01-14. اطلع عليه بتاريخ 2024-01-15.
68. ↑  Murray، Robin (6 ديسمبر 2024). "Tom Misch, Loyle Carner Combine On 'Colourblind'". Clash. مؤرشف من الأصل في 2025-01-13. اطلع عليه بتاريخ 2024-12-24.
69. ↑  "Rejovich – EP by Rejjie Snow". iTunes (UK). 24 يونيو 2013. مؤرشف من الأصل في 2024-12-04. اطلع عليه بتاريخ 2019-02-28.
70. ↑  "Speedy Wunderground – Year 2 by Various Artists". iTunes (UK). 17 يونيو 2016. مؤرشف من الأصل في 2025-07-03. اطلع عليه بتاريخ 2019-02-28.
71. ↑  "Midnight Express – EP by MANIK MC". iTunes (UK). 15 سبتمبر 2017. مؤرشف من الأصل في 2024-12-02. اطلع عليه بتاريخ 2019-02-28.
72. ↑  "Taxin' (Long Version)". Genius. 17 نوفمبر 2019. مؤرشف من الأصل في 2025-07-03. اطلع عليه بتاريخ 2019-11-17.